# Stina Segerström
Stina Segerström (17 de junho de 1982) é uma futebolista profissional sueca que atua como defensora.

## Carreira
Stina Segerström fez parte do elenco da Seleção Sueca de Futebol Feminino, nas Olimpíadas de 2008. 